# Frédéric Pascal
Ne doit pas être confondu avec Pierre-Marius-Frédéric Pascal.
Frédéric Pascal, né à Nîmes (Gard) le 26 mars 1948, est un matador français, fondateur du Syndicat des toreros français auquel il a consacré beaucoup de temps.

## Présentation et carrière
Il abandonne ses études d'ingénieur pour la tauromachie et s'entraîne au cours des ferias de village du Gard. Il finit par obtenir quelque contrats de novillero à une époque où le mundillo considérait qu'il fallait d'abord être espagnol pour être torero. 
Sa première novillada piquée a lieu à Lunel le 26 octobre 1969 en compagnie de Nimeño I  et de l'andalou Tobalos Vargas. Le 26 mai 1972, il participe à un grand rassemblement de novilleros où se trouvent tous les jeunes français : Nimeño I, Jacky Brunet « Jaquito » , Chinito, Nimeño II. L'année suivante, le 9 septembre, il se présente à Vista Alegre en compagnie de José Ortega Cano devant du bétail de Tabernero Vilvis.
Il prend son alternative le 22 août 1976, avec pour parrain Francisco Ruiz Miguel, et pour témoin Luis Francisco Esplá devant le taureau Economista de Juan Pedro Domecq. Sa prestation est assez bonne, mais  comme tous les  pionniers nîmois des années 1970, auxquels s'ajoutent le montpelliérain Chinito et le lyonnais Patrick Varin, il a beaucoup de mal à faire une carrière de matador.

## Torero militant
Plutôt que de quitter le ruedo, Pascal s'engage comme banderillero dans différentes cuadrillas., mais il ne travaille qu'en France. Il fonde le Syndicat des toreros français qu'il a mis du temps à faire reconnaître. Il poursuit ainsi le travail de l'Association des toreros français fondée en 1971 par Simon Casas et Alain Montcouquiol (Nimeño I), .

## La relève du syndicat
En 2012, les jeunes matadors prennent la relève en créant, le 28 janvier, à Nîmes,  l'Association des Matadors de Taureaux Français (AMTF),  présidée  par Lionel Rouff « Morenito de Nîmes », et qui a pour membres fondateurs Swan Soto, Charlie Laloë « El Lobo », Jean-Baptiste Jalabert, Marc Serrano, Sébastien Castella (porte-parole du Sud-est), Julien Lescarret (secrétaire), Julien Miletto, Mehdi Savalli, Jérémy Banti (trésorier), Jonathan Veyrunes, Camille Juan, Román Pérez, Marco Leal, Thomas Joubert, Patrick Oliver et Thomas Dufau (porte-parole du Sud-ouest).